# 西鲁埃尼亚
西鲁埃尼亚，是西班牙拉里奥哈自治区的一个市镇。总面积12平方公里，总人口126人（2001年），人口密度11人/平方公里。